# James Hargreaves
James Hargreaves (1720 – 22. april 1778 i Nottingham) var en engelsk væver og opfinder af "Spinning Jenny", en automatiseret spindemaskine som blev et vigtigt symbol for og en betydningsfuld opfindelse under Den industrielle revolution. Han boede i Lancashire, et stykke udenfor Manchester.